# Żegiestowski Potok
Żegiestowski Potok – potok w Beskidzie Sądeckim w polskich Beskidach Zachodnich, prawobrzeżny dopływ Popradu. Długość ok. 6,5 km.

## Charakterystyka
Potok płynie we wschodniej części Beskidu Sądeckiego, zwanej Pasmem Jaworzyny. Cały tok w granicach wsi Żegiestów w województwie małopolskim.
Źródła Żegiestowskiego Potoku znajdują się na wysokości ok. 980 m n.p.m. na południowych zboczach góry Pusta Wielka. Potok spływa początkowo w kierunku południowym głęboko wciętą, całkowicie zalesioną doliną. Gdy jego tok wykręca ku południowemu zachodowi dolina rozszerza się, a jej stoki w znacznej części zajmują pola i pastwiska. Odtąd potokowi towarzyszą zabudowania Żegiestowa, a jego tok jest w większości uregulowany. Przybierając z obu stron szereg drobnych dopływów potok ponownie wykręca w kierunku południowym i wkrótce, na wysokości 412 m n.p.m., uchodzi do Popradu pomiędzy przystankiem kolejowym Żegiestów-Zdrój i stacją Żegiestów.
Cały bieg i dorzecze Żegiestowskiego Potoku znajduje się w granicach Popradzkiego Parku Krajobrazowego.